# Maria Hilf (Valepp)

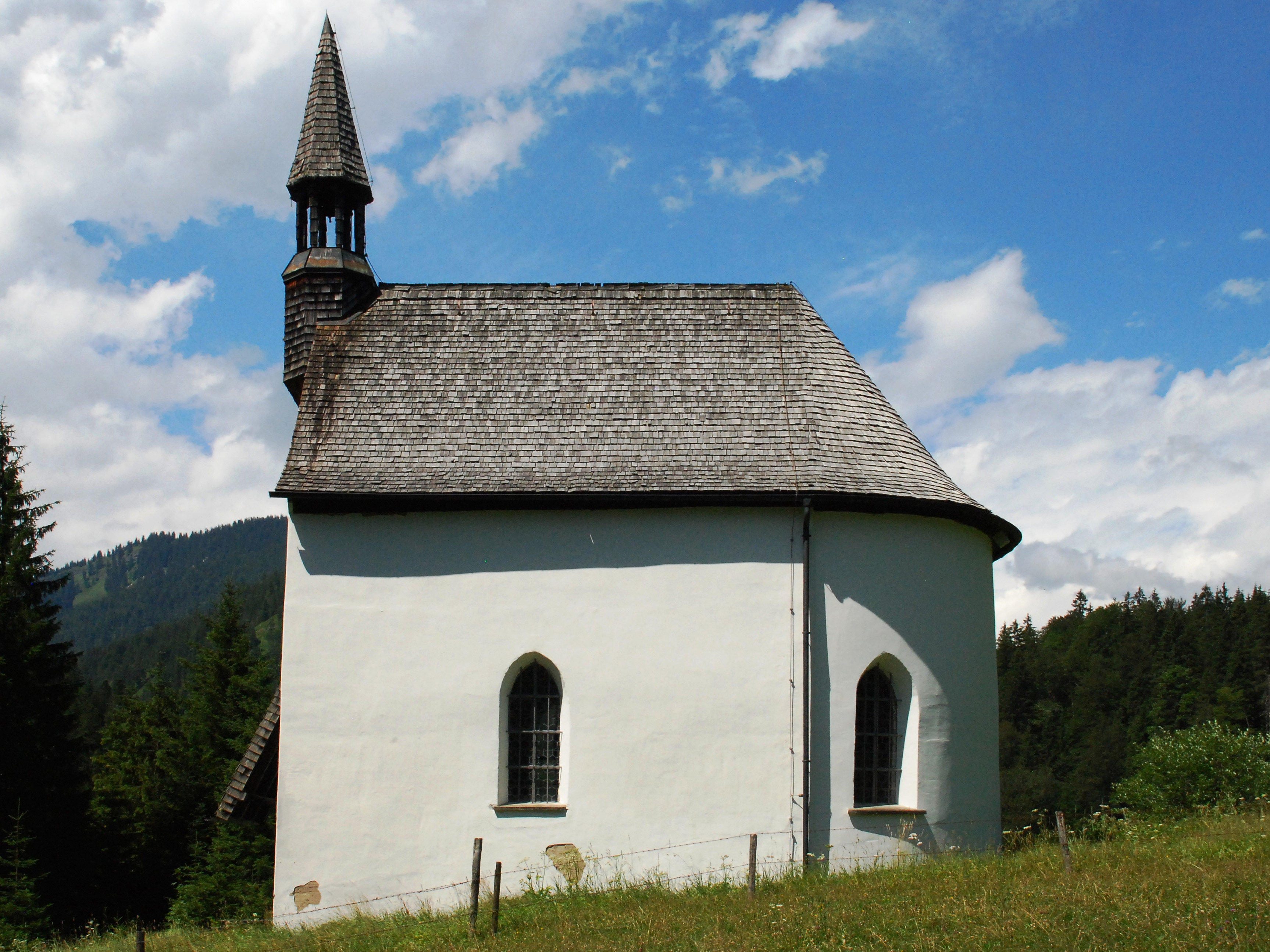
Kapelle Maria Hilf
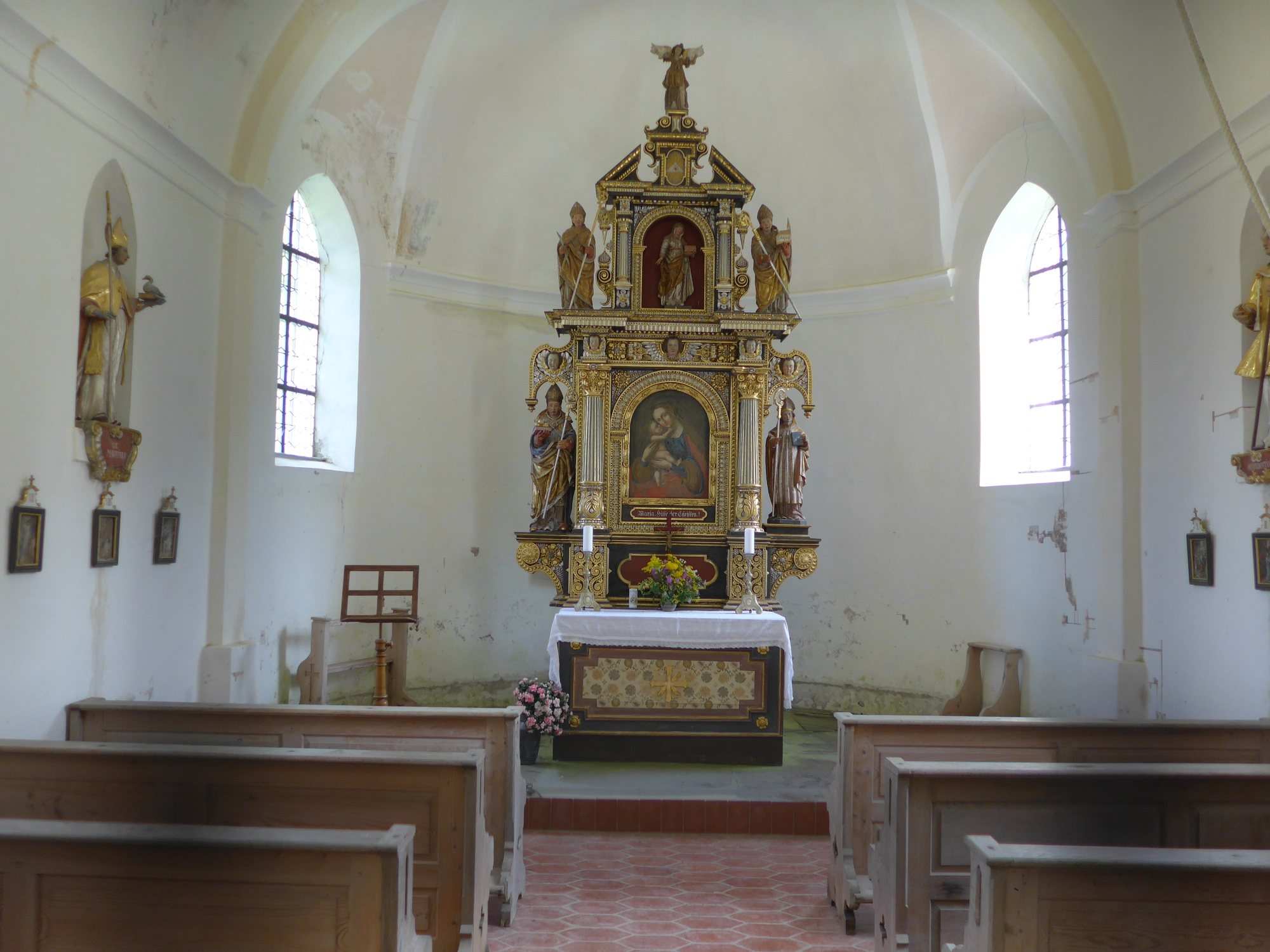
Innenansicht

Die katholische Bergkapelle Maria Hilf im Valepp (Gemarkung des Marktes Schliersee) wurde im Jahr 1710 erbaut und liegt auf einer Höhe von 883 Metern. Die Kirche ist ein Baudenkmal und wird in der Bayerischen Denkmalliste geführt. Der Bau wurde unterstützt und größtenteils finanziert durch das Kloster Scheyern. Die Bergkirche steht auf einem erhöhten Wiesensporn über dem Flusstal Valepp nahe der Grenze von Bayern und Tirol. Der frühbarocke Altar (1. Hälfte 17. Jh.) der Bergkapelle, der nach dem Vorbild aus der Münchener Michaelskirche gestaltet wurde, zeigt in seiner Mitte das Gnadenbild Maria Hilf. Seit der Säkularisation ist die Bergkapelle Eigentum des bayerischen Staates. Pfarrlich gehört sie zum Gebiet der Pfarrei St. Josef in Neuhaus.